# Antje Ducki
Antje Ducki (geboren 1960 in Gifhorn (Niedersachsen)) ist eine deutsche Psychologin. Seit 2002 ist sie Professorin für Arbeits- und Organisationspsychologie an der Berliner Hochschule für Technik im Fachbereich Wirtschafts- und Gesellschaftswissenschaften. Von 2009 bis 2021 leitete sie dort das Gender- und Technik-Zentrum.

## Leben

### Ausbildung
Ducki machte 1987 ihr Diplom in Psychologie an der Freien Universität Berlin (FU). Sie promovierte 1998 an der Fakultät für Biowissenschaften, Pharmazie und Psychologie der Universität Leipzig. Das Thema ihrer Doktorarbeit lautete „Arbeits- und organisationspsychologische Gesundheitsanalysen – Entwicklung und Erprobung eines Befragungsinstruments im Rahmen eines Mehr-Ebenen-Ansatzes zur betrieblichen Gesundheitsanalyse“.

### Erste Berufsjahre
Nach dem Diplom arbeitete Ducki an der FU Berlin in einem Forschungsprojekt zum Thema „Arbeitsbedingungen und Gesundheit bei Bürotätigkeiten“ mit und von 1987 bis 1992 als Dozentin im Studiengang Public Health. Ab 1985 arbeitete sie als Trainerin im Bereich Soziale Kompetenzen. Dabei moderierte sie betriebliche Problemlösegruppen und unterrichtete Präsentationstechniken und Methoden der Konfliktbewältigung. Zwischen 1992 und 1994 koordinierte sie ein von der Hans-Böckler-Stiftung gefördertes Projekt zu neuen Arbeits- und Beteiligungsformen in der betrieblichen Interessensvertretung. Von 1994 bis 1996 war sie Beraterin bei der Gesellschaft für betriebliche Gesundheitsförderung in Berlin. Sie leitete Projekte der Gesundheitsförderung und Konfliktbewältigung in Betrieben im Auftrag der AOK Berlin-Brandenburg. Von 1997 bis 1998 war Ducki wissenschaftliche Mitarbeiterin am Bremer Institut für Präventionsforschung und Sozialmedizin. Von 1998 bis 2002 war sie am Psychologischen Institut der Universität Hamburg wissenschaftliche Assistentin im Bereich Arbeits-, Betriebs- und Umweltpsychologie.

### Professur
Seit 2002 ist Ducki Professorin für Arbeits- und Organisationspsychologie an der Berliner Hochschule für Technik (bis 2021 Beuth Hochschule für Technik Berlin) im Fachbereich Wirtschafts- und Gesellschaftswissenschaften und leitete von 2009 bis 2021 das dortige Gender- und Technik-Zentrum. Sie bietet Lehrveranstaltungen zur Betriebs-, Arbeits- und Organisationspsychologie, Unternehmenskommunikation, zu Coaching, Management und Human Resource Management an.
Schwerpunkte ihrer Forschungstätigkeiten und Veröffentlichungen bilden die Themen „Betriebliche Gesundheitsförderung“, „Stressmanagement“, „Gesundheit und Arbeit“, „Berufliche Mobilität und Gesundheit“ sowie „Digitalisierung und Gesundheit“. Seit 2012 ist sie Mitherausgeberin des jährlich erscheinenden Fehlzeiten-Reports, in dem sie auch Artikel veröffentlicht. Immer wieder hält sie Vorträge zu ihren Forschungsschwerpunkten oder nimmt in Interviews Stellung dazu. In Zusammenarbeit mit der Wikimedia Deutschland entstand die Broschüre Kompass der Vielfalt, in der das Engagement und die Motivation von Wikipedia-Autoren reflektiert werden.

### Mitgliedschaften
Ducki ist Mitglied in folgenden Organisationen:
- Deutsche Gesellschaft für Psychologie
- Verein Arbeit Bildung Forschung e. V.

Sie engagiert sich in der Akademischen Selbstverwaltung der Berliner Hochschule für Technik. So ist sie dort Vertreterin der Professorinnen und Professoren im Akademischen Senat, in der Akademischen Versammlung und in der Kommission für Forschung und Förderung des wissenschaftlichen Nachwuchses.

## Veröffentlichungen (Auswahl)
Neben zahlreichen Artikeln zur Arbeits-, Organisations- und Sozialpsychologie veröffentlichte Ducki folgende Bücher und Broschüren:

### Autorin oder Mitautorin
- Diagnose gesundheitsförderliche Arbeit. Eine Gesamtstrategie zur betrieblichen Gesundheitsanalyse. vdf Hochschulverlag, Zürich 2000.
- mit E. Bamberg und B. Greiner: Mental health at work: Current conditions and trends of health promotion in Germany. Japan Institute of Labour, 2001 (englisch).
- mit E. Bamberg und C. Busch: Betriebliches Stress- und Ressourcenmanagement. Huber Verlag, Bern 2003.
- mit Thomas Afflerbach und Katharina Gläsener: Design Thinking, Digitalisierung und Diversity Management. Ein Praxisleitfaden für die Lehre. Budrich UniPress, Leverkusen-Opladen 2015, ISBN 978-3-86388-364-5, urn:nbn:de:101:1-2021012715555407408800.
- Mäßigt Euch. 2016 (spektrum.de).
- mit M. Brandt, D. Kunze und M. Drupp: Innovationen gesund gestalten. Ein Praxisleitfaden zur Gestaltung gesunder Unternehmensstrukturen. Springer, Berlin, Heidelberg 2016, ISBN 978-3-662-48275-9.
- mit H. T. Nguyen: Psychische Gesundheit in der Arbeitswelt – Mobilität (Projektnummer: F 2353). Bundesanstalt für Arbeitsschutz und Arbeitsmedizin (BAuA), Dortmund, Berlin, Dresden 2016, ISBN 978-3-88261-193-9 (ifbg.eu [PDF]).
- mit Franziska Beckert und Eva-Maria Dombrowski: Gender Diversity in der Tech-Branche. Warum Frauen* nach wie vor unterrepräsentiert sind. Budrich Academic Press, Leverkusen 2020, ISBN 978-3-96665-989-5.
- mit K. G. Blecharz-Lang, S. Lang: Evaluationspraxis zertifizierter Coaching-Ausbildungen im deutschen Sprachraum. Coaching Theorie und Praxis, 2020, doi:10.1365/s40896-020-00032-2.
- Agiles Arbeiten – was ist dran? 2020 (certo-portal.de).

### Mitherausgeberin desFehlzeiten-Reports
- Fehlzeiten-Report 2012. Gesundheit in der flexiblen Arbeitswelt: Chancen nutzen – Risiken minimieren. Springer Verlag, Berlin, Heidelberg, New York 2012, ISBN 978-3-642-29201-9.
- Fehlzeiten-Report 2013. Verdammt zum Erfolg – die süchtige Arbeitsgesellschaft. Springer, Berlin, Heidelberg, New York 2013, ISBN 978-3-642-37117-2.
- Fehlzeiten-Report 2014. Erfolgreiche Unternehmen von morgen. Springer, Berlin, Heidelberg, New York 2014, ISBN 978-3-662-43531-1.
- Fehlzeiten-Report 2015. Neue Wege für mehr Gesundheit – Qualitätsstandards für ein zielgruppenspezifisches Gesundheitsmanagement. Springer, Berlin, Heidelberg, New York 2015, ISBN 978-3-662-47263-7.
- Fehlzeiten-Report 2016. Unternehmenskultur und Gesundheit – Herausforderungen und Chancen. Springer, Berlin, Heidelberg, New York 2016, ISBN 978-3-662-49412-7.
- Fehlzeiten-Report 2017. Krise und Gesundheit: Ursachen, Prävention und Bewältigung. Springer, Berlin, Heidelberg, New York 2017, ISBN 978-3-662-54632-1.
- Fehlzeiten-Report 2018. Sinn erleben – Arbeit und Gesundheit. Springer, Berlin, Heidelberg, New York 2018, ISBN 978-3-662-57387-7.
- Fehlzeiten-Report 2019. Digitalisierung – gesundes Arbeiten ermöglichen. Springer, Berlin, Heidelberg, New York 2019, ISBN 978-3-662-59043-0.
- Fehlzeiten-Report 2020. Gerechtigkeit und Gesundheit. Springer, Berlin 2020, ISBN 978-3-662-61523-2.

### Mitherausgeberin von Einzeltiteln
- mit A. Baumann, A. Krauss, M. Miosga, T. Merten und F. Welter (Hrsg.): Regionale Aspekte des demografischen Wandels – Eine Orientierungshilfe zur Gestaltung demografischer Herausforderungen. Lose-Blatt-Sammlung. 2015, ISBN 978-3-00-048858-0.
- mit C. Busch, S. Roscher, T. Kalytta und G. Liedke (Hrsg.): Stressmanagement für Teams in Service, Gewerbe und Produktion - ein ressourcenorientiertes Trainingsmanual. 2. Auflage. Springer, Berlin, Heidelberg 2015, ISBN 978-3-642-40858-8.
- mit Eva-Maria Dombrowski (Hrsg.): Technische Hochschulen: attraktive Arbeitsorte für Frauen und Männer? Der Weg von technischen Hochschulen zu geschlechtergerechten Organisationen. Budrich Academic Press, Leverkusen 2020, ISBN 978-3-96665-988-8, doi:10.3224/96665988.
- mit Eva Bamberg und Monique Janneck (Hrsg.): Digitale Arbeit gestalten. Herausforderungen der Digitalisierung für die Gestaltung gesunder Arbeit. Springer, Wiesbaden 2021, ISBN 978-3-658-34646-1.